# Anthodon (réptil)
Anthodon (que significa: dente de flor) é um gênero extinto de réptil. Trata-se de um réptil que viveu no período Permiano, na atual África do Sul, Tanzânia e possivelmente no Norte da Rússia. tinha cerca de 1,2 e 1,5m de comprimento, e pesava cerca de 80 a 100kg. O crânio era pequeno, e as maçãs do rosto sem adornos como em outros pareiasaurids. Richard Owen, que descreveu Anthodon, pensei que era um dinossauro porque o material crânio dos dinossauros do Cretáceo Inferior tornou-se associado com o material Permiano. O material dinossauro foi posteriormente separados por Robert Broom em 1912 e foi renomeada como a Stegosauria Paranthodon por Franz Nopcsa em 1929.